# Parapiptadenia zehntneri
Parapiptadenia zehntneri là một loài thực vật có hoa trong họ Đậu. Loài này được (Harms) M.P.Lima & H.C.Lima miêu tả khoa học đầu tiên.